# Чир'єв Сергій Іванович
Сергі́й Іва́нович Чи́р'єв (24 липня (5 серпня) 1850, Вітебськ, Російська імперія — 1915, Київ, Російська імперія), фізіолог родом з м. Самари[джерело?]; у 1884 — 1909 проф. Київського Університету. Праці присвячені вивченню серцевого ритму внутрішньосудинного тиску, питанням електрофізіології тощо.

## Біографія
У 1871 році закінчив Санкт-Петербурзький університет. Брав участь у студентських заворушеннях у 1869 році, був заарештований, сидів у Петропавлівській фортеці. Надалі висланий поліцією до Вітебська. 1870 року повернувся до навчання. Потім навчався у Медико-хірургічній академії, яку закінчив 1875 року. При цьому був асистентом кафедри фізіології.
З 1876 року призначений молодшим лікарем у Дінабурзський фортечний батальйон, але того ж року виїхав у закордонне відрядження, де перебував до 1879 року. Працював у фізіологічних лабораторіях Німеччини, Франції, Англії.
1880 року призначений клінічним професором у Миколаївський військовий шпиталь у Петербурзі. У 1881—1884 роках викладав фізіологію на Вищих жіночих курсах.
У 1905 році номінований професором Київського університету Миколою Оболонським на Нобелівську премію з фізіології або медицини.

## Наукові та освітні праці
- Анатомическиий субстрат души, resp. сознания. Киев, 1907
- Из вступительной лекции клинического профессора С.И. Чирьева, читанной 17-го января 1882 г. в Николаевском военном госпитале при открытии им курса для гг. военных врачей. СПб., 1882
- Кавказские минеральные воды в 1894 году. Киев, 1894
- Какая гипотеза электротонуса нервов верна? // Изв. Имп. Академии наук. 1903. Т.18. № 4
- Конспект лекций физиологии человека. Киев, 1886
- Курс лекций по физиологии. Киев, 1897
- Наше преступление в отношении к среднему и высшему образованию. Киев, 1910
- Новая гипотеза цветоощущения. Киев, 1896
- О координации движения животных. СПб., 1880
- О локализации психических отправлений в большом мозгу: вступительная лекция, читанная 22 января 1885 г. Киев, 1885
- Об электровозбудимости кожи // Медицинский вестник. 1882. № 7
- Общая мышечная и нервная физиология. СПб., 1902
- Проекты преобразования наших высших и средних учебных заведений. Киев, 1905
- Физиология человека. Курс лекций, читанных в Ун-те св. Владимира. Киев, 1899
- Физическая статистика крови. Спб., 1881
- Фотограммы электрометрических кривых сокращающихся мышц и сердца // Киевские университетские известия. 1905. № 5
- Электрические явления мышечной и нервной систем животного организма. Киев, 1914.